# Jordan Peterson
Jordan Bernt Peterson, Jordan B. Peterson (Fairview, 1962. június 12. –) kanadai politológus és klinikai pszichológus, a Torontói Egyetem pszichológia tanszékének professzora. Főként szociál, és személyiség pszichológiával foglalkozik, kiemelt tekintettel a vallások és ideológiák pszichológiájára, valamint a személyiség és a teljesítmény felmérésére és fejlesztésére. Nézeteit egzisztencialista filozófusok (Kierkegaard, Sartre, Camus) alaptételeire és Jung illetve Freud analitikus pszichológiájára alapozza, emellett felhasználja Joseph Campbell munkáit is.

## Életpályája
Fairviewben nőtt fel, Albertában. 1982-ben vette át első BA diplomáját politikatudományból, majd 1984-ben pszichológiából (mindkettőt az Alberta Egyetemen). 1992-ben Ph.D. fokozatot szerzett klinikai pszichológiából a McGill egyetemen. Ezt követően posztdoktori munkatársként két évig a McGill egyetemen maradt, majd Massachusettsbe költözött, ahol a Harvard pszichológia tanszékén asszisztensként és docensként dolgozott. 1998-ban Torontóba költözött, és a Torontói Egyetemen professzorként kezdett el dolgozni. Két könyvet írt, az első a Maps of Meaning: The Architecture of Belief (A jelentés térképe: A hit felépítése, 1999), ebben azt mutatja be, hogy a hit- és mítoszrendszerek milyen szerepet játszanak az érzelmek szabályozásában, a jelentésalkotásban, és a népirtások motivációjában. Második könyve, a 12 Rules for Life: An Antidote to Chaos (12 szabály az élethez: A káosz ellenszere) 2018 januárjában jelent meg.
2016-ban több videót osztott meg YouTube csatornáján, amelyekben a politikai korrektséget, és a kanadai kormány C-16-os rendeletét kritizálta, miután egyetemi feletteseivel és aktivista diákokkal vitába, majd az egyetemmel pereskedésbe keveredett (az egyetem bocsánatot kért, miután rágalmakkal illette Petersont, de Peterson szerint a bocsánatkérés nem volt őszinte). A videók után jelentős médiavisszhangot kapott. YouTube-os nézettsége miatt sokan gondolnak rá közszereplőként. Peterson saját magát klasszikus liberális személyiségnek tartja, elmondása szerint ezért harcol a nyelvhasználat megváltoztatása és a totalitárius elnyomó rendszerek lopakodása ellen. 

## Művei magyarul
- 12 szabály az élethez. Így kerüld el a káoszt!; előszó Norman Doidge, ford. Horváth M. Zsanett; 21. Század, Bp., 2018
- Túl a renden. Újabb 12 szabály az élethez; ford. Dufka Hajnalka; 21. Század, Bp., 2021